# Kanton Saint-Mandé
Kanton Saint-Mandé is een voormalig kanton van het Franse departement Val-de-Marne. Kanton Saint-Mandé maakte deel uit van het arrondissement Nogent-sur-Marne en telde 19.697 inwoners (1999). 
Het werd opgeheven bij decreet van 17 februari 2014 met uitwerking in maart 2015.

## Gemeenten
Het kanton Saint-Mandé omvatte enkel de gemeente Saint-Mandé.